# Difosfat d'uridina
El difosfat d'uridina de fórmula C9H14N₂O₁₂P₂
(en anglès:Uridine diphosphate per això s'abreuja UDP) és un nucleòtid. És un èster d'àcid fosfòric amb el nucleòsid uridina. L'UDP consta d'un grup funcional difosfat, la pentosa, la ribosa i la nucleobase uracil.